# 20年代
| 千纪： | 1千纪                                                                        |
| 世纪： | 前1世纪 \| 1世纪 \| 2世纪                                                    |
| 年代： | 前0年代 \| 0年代 \| 10年代 \| 20年代 \| 30年代 \| 40年代 \| 50年代           |
| 年份： | 20年 \| 21年 \| 22年 \| 23年 \| 24年 \| 25年 \| 26年 \| 27年 \| 28年 \| 29年 |

20年代從20年1月1日開始，於29年12月31日結束。

## 大事记
- 王莽政权结束，东汉建立。
- 在高卢爆发最后一次大规模的、反抗罗马帝国的叛乱。
- 24年——新罗南解次次雄之子儒理尼師今继位。

## 逝世
- 23年10月6日（新王莽地皇四年歲次癸未十月三日，更始朝劉玄更始元年歲次癸未九月三日）——王莽，新朝皇帝